# Freiberg
Freiberg Szászország egyik történelmi városa az Érchegység északnyugati előterében, a Mulde folyó partján, Drezdától délnyugatra.

## Történelme

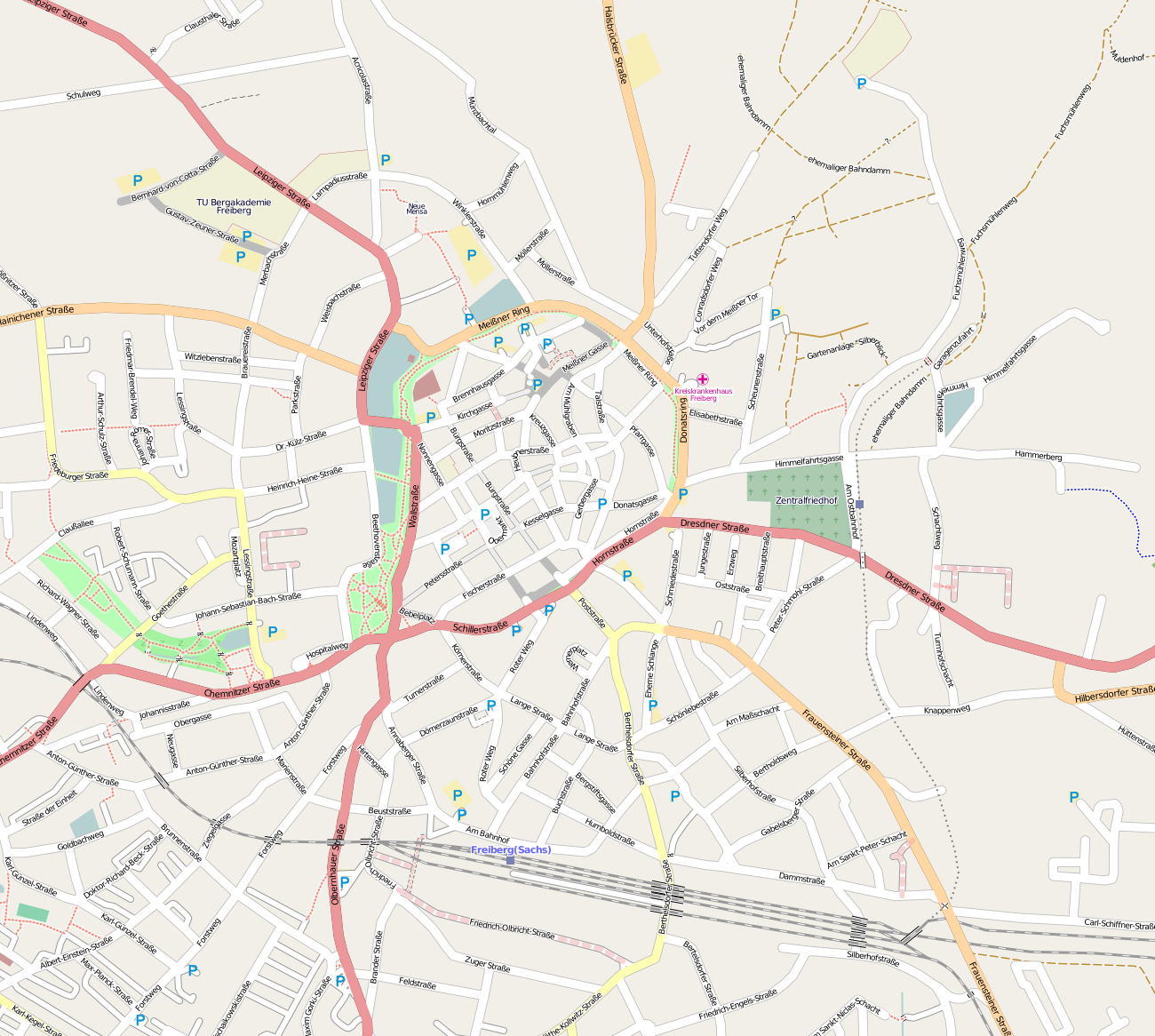
A város központja

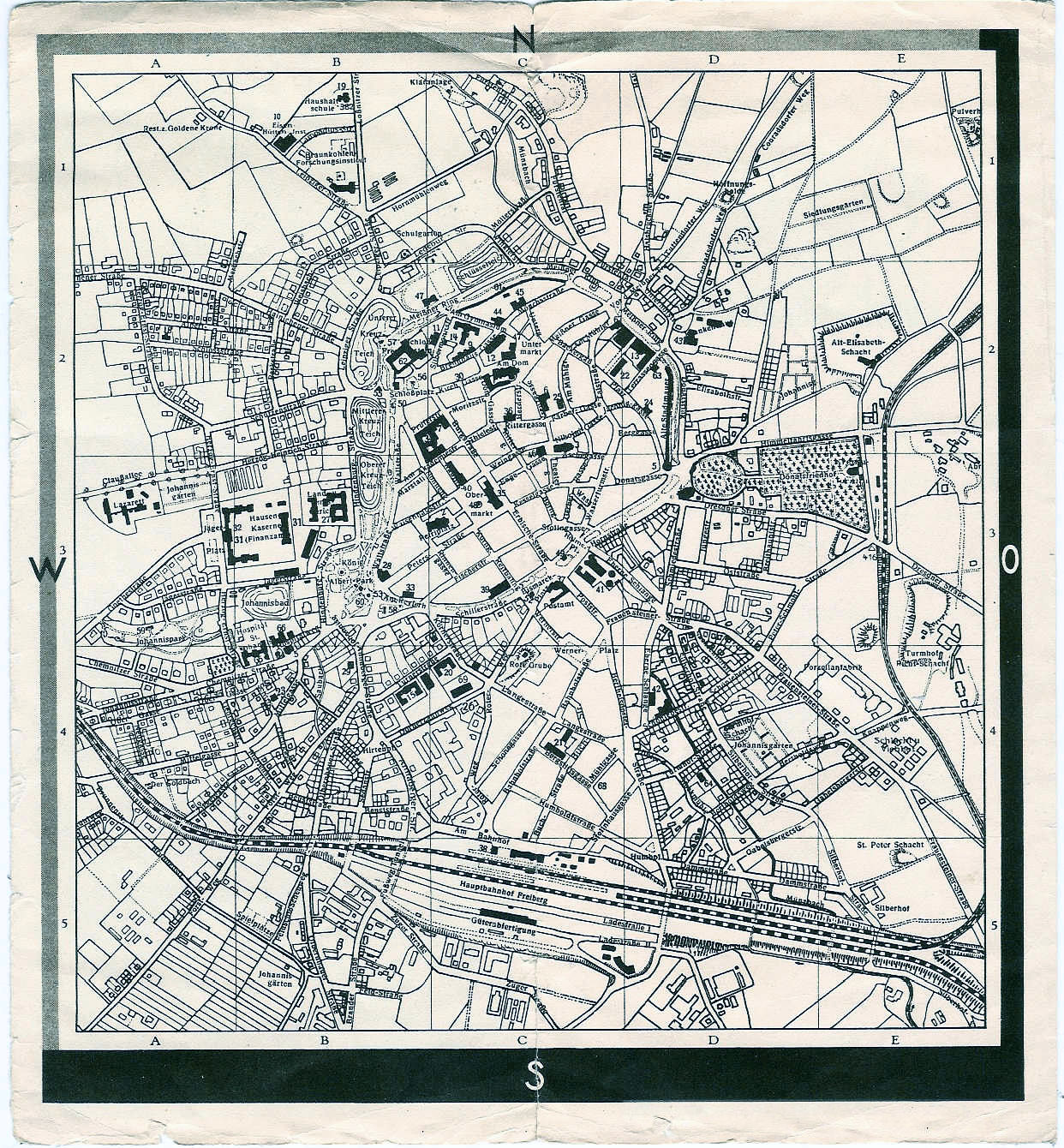
A városközpont 1932-ben

1168-ban gazdag ezüsttelepet fedeztek fel a környék hegyeiben, és az érc kitermelésére bányászfalut alapítottak. A viharos ütemben fejlődő falut már 1186-ban várossá nyilvánították: ez lett Szászország első szabad bányavárosa. Neve is erre utal: frei Berger = szabad bányász. A bányászok jogait és kötelességeit az 1296–1307 között összeállított bányászkódexben (Freiberger Stadtrecht) foglalták össze.
A következő évszázadokban a város és az egész környék gazdaságát a bányászat határozta meg: évszázadokon át itt volt a német ezüstbányászat központja. Az ezüst mellett ólmot, cinket, majd a 20. században (kénsav gyártásához) piritet termeltek. volt.
A 16. században ez volt Szászország legnagyobb városa és gazdasági központja; itt volt a pénzverde.
A reformáció 1536-ban ért el ide.
1765-ben Clemens A. Winkler és Abraham G. Werner itt alapította meg Európa második bányászakadémiáját: ez a Freibergi Bányászati Akadémia (Technische Universität Bergakademie Freiberg, röviden Freiberger Bergakademie). A városról elnevezett freibergi típusú bányász díszegyenruha már a 16. században, jóval az akadémia alapítása előtt kialakult.
A harmincéves háborúban többször kifosztották; 1806–1814 között a franciák szállták meg.
A Freiberg–Mulda vonalon az első vasúti szerelvény 1875-ben indult el.
Az utolsó ezüstbányát 1913-ban zárták be. Ezután termeltek még némi ólmot, cinket és piritet, de 1936-ban (akkor még úgy tűnt) végleg felhagytak a bányászattal.
A II. világháború eredményeként a város a szovjet megszállási övezetbe került, majd az NDK része lett. Néhány bányát újra megnyitottak.
Az Utolsó Napok Szentjeinek Jézus Krisztus Egyháza 1985-ben, az egyháztagok nagy száma miatt felépítette a Freiberg-templomot (Freiberg-Tempel), mely az első ilyen egyházi építmény volt az NDK területén. A templom az egész kelet-németországi tagságot és a kelet-európai tagság többségét szolgálja.

## Népessége
2010 januárjában a városnak 40 528 lakosa volt.
| Év         | Népesség | Év   | Népesség   | Év   | Népesség   |
| ---------- | -------- | ---- | ---------- | ---- | ---------- |
| 1471 előtt | 4845     | 1870 | kb. 21 600 | 1966 | kb. 48 400 |
| 1474       | 4112     | 1880 | kb. 25 300 | 1972 | 50 549     |
| 1499       | 5603     | 1885 | kb. 26 000 | 1984 | 50 964     |
| 1515       | 6380     | 1890 | kb. 29 000 | 1988 | kb. 51 600 |
| 1533       | 8480     | 1905 | kb. 30 600 | 2002 | kb. 44 533 |
| 1546       | 9228     | 1910 | kb. 36 200 | 2003 | 44 105     |
| 1776       | kb. 7800 | 1946 | 42 278     | 2004 | 43 683     |

## Gazdasági élete
Jelentős iparváros. Fő iparágai:
- színesfémkohászat,
- gépgyártás,
- műszeripar,
- textilipar,
- bőripar.

## Látnivalók

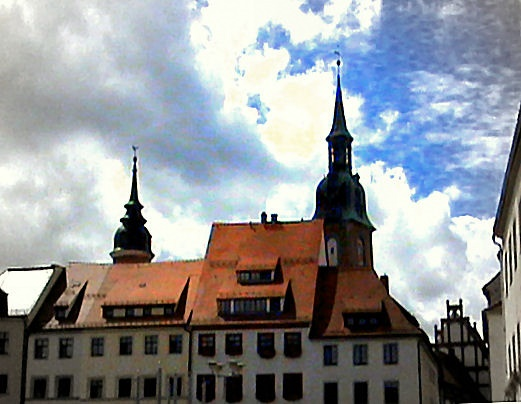
A Szent Péter templom délnyugatról

### Óváros
Az óváros három részből áll:
- a legidősebb a Szent Miklós templom körül épült Civitas Saxonia,
- az Alsóváros (kereskedőnegyed, Untermarkt) közepén áll egy modern székesegyház,
- a felsővárosban (Oberstadt) van a városháza és a Szent Péter-templom.

### Templomok
- Szent Miklós-templom (1484–1501) gótikus csarnoktemplom, amit egy korább, román stílusú templom helyén emeltek. Elődjéből csak a híres Aranykapu (1230) maradt meg. A templom orgonáját a híres mester, Gottfried Silbermann építette.
- Szent Péter-templom
- Az Utolsó Napi Szentek Jézus Krisztus Egyháza temploma 1985 június 25-én került felszentelésre, amely Egyesült Államokbeli székhellyel rendelkező egyházként nagy szónak számított egy szovjet közigazgatás alatt álló területen. Az építkezésre az NDK kérte fel az egyházat, hogy csökkentsék a vízum kérelmeket a Szovjetunión túl található templomok látogatása érdekében. A templomot később 2002-ben, majd 2016-ban is bővítették és újra felszentelték. A Freiberg templomot az egyház valamennyi tagja látogatja Németországon kívűl az összes Közép-európai és Kelet-európai országból (habár a 2010-ben felszentelt Kijev templom óta az Ukrán és Orosz egyháztagok általában már nem Freibergbe utaznak).

### Világi épületek
- Freudenstein kastély (egy korábbi kastély helyén építették 1566–1579 között);
- a régi (14–15. századi) városfal maradványai a Donátus-toronnyal (Donats Turm);
- Városi és Bányászati Múzeum,
- Természettudományi Múzeum,
- Ásványtár.

## Galéria
- A székesegyház
- A Szent Jakab templom
- A felsőváros vásártere a városházával
- Karácsonyi vásár
- A Donátus-torony
- A Freudenstein kastély
- Erzsébetbánya (Elisabethschacht)
- Az Erzsébetbánya vitlája